# Arto Paasilinna

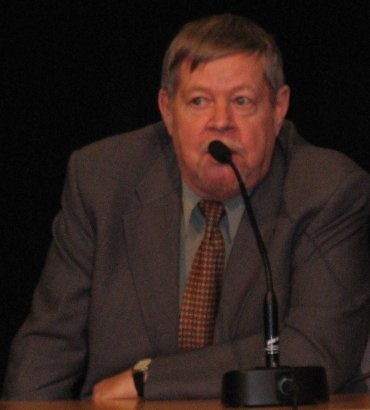
Arto Paasilinna på Helsingfors bokmässa 2007.

Arto Tapio Paasilinna, född 20 april 1942 i Kittilä, död 15 oktober 2018 i Esbo, var en finländsk författare. Han skrev humoristiska romaner på finska och gav ut ett 40-tal böcker översatta till 35 språk. Paasilinna hade stora framgångar utomlands med bland annat böckerna En lycklig man, Kollektivt självmord och Uppdrag: skyddsängel.
Paasilinna var bror till politikern Reino Paasilinna och till författaren Erno Paasilinna.
Hans bok Harens år har filmatiserats (1977), och blev en stor publikframgång i Finland. Även Den ylande mjölnaren (1982) och Kollektivt självmord (2000) har filmats.
Arto Paasilinnas böcker ges ut på svenska av Brombergs bokförlag.

## Filmatiseringar
| År   | Titel på originalspråk      | Svensk titel                 | Svensk översättning av titel |
| ---- | --------------------------- | ---------------------------- | ---------------------------- |
| 1977 | Jäniksen vuosi              | Harens år                    |                              |
| 1982 | Ulvova mylläri              | Den ylande mjölnaren         |                              |
| 1986 | Hirtettyjen kettujen metsä  | De hängda rävarnas skog      |                              |
| 1996 | Elämä lyhyt, Rytkönen pitkä | Livet är kort, Rytkönen lång |                              |
| 2000 | Hurmaava joukkoitsemurha    | Kollektivt självmord         |                              |
| 2002 | Kymmenen riivinrautaa       | Tio rivjärn                  |                              |
| 2006 | Le Lièvre de Vatanen        | Harens år                    | Vatanens hare                |